# إسرائيل بلكيند

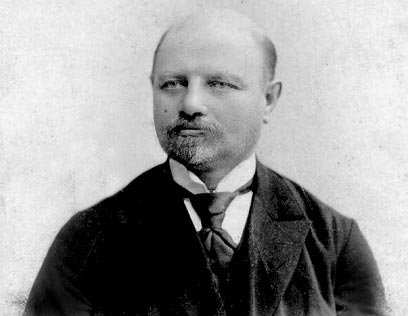

إسرائيل بلكيند (1861–1929) معلم ومؤلف وكاتب ومؤرخ يهودي، ومؤسس حركة بيلو. أسس بلكيند، أحد رواد عليا الأولى، جماعة بيلويم، وهي مجموعة من المثاليين اليهود الذين يطمحون إلى الاستقرار في أرض فلسطين بهدف سياسي لتأسيس دولة يهودية عليها.

## حياته
ولد إسرائيل بلكيند في المنطقة المحيطة بالإمبراطورية الروسية مينسك، لأبوين مئير وشيفرا بلكيند. إخوته هم شمعون، سونيا وأولغا بلكيند هانكين، آخر ناشطة نسوية شاركت في الاستحواذ على الأراضي في أفلسطين. تلقى تعليمه العبري على يد والده الذي كان أحد قادة الحركة التي روجت للتعليم العبري في روسيا. التحق بلكيند أيضًا بمدرسة روسية وكان ينوي في البداية الالتحاق بالجامعة. ومع ذلك، فإن موجة الهجمات والمذابح ضد اليهود في جنوب روسيا في عام 1881 دفعته إلى الانخراط بشكل مكثف في الأنشطة الصهيونية. في عام 1929، توفي بلكيند في برلين حيث ذهب لتلقي العلاج الطبي. وأعيد جثمانه إلى فلسطين لدفنه. ودفن في ريشون لتسيون.